# Faunis incertus
Faunis incertus är en fjärilsart som beskrevs av Otto Staudinger 1887. Faunis incertus ingår i släktet Faunis och familjen praktfjärilar. Inga underarter finns listade i Catalogue of Life.